# جون براون (لاعب كرة قدم أمريكية)
جون براون (بالإنجليزية: John Brown)‏ هو لاعب كرة قدم أمريكية أمريكي، ولد في 9 يونيو 1939 في كامدن في الولايات المتحدة.

## وصلات خارجية
- جون براون على موقع مرجع كرة القدم المحترفة.كوم (الإنجليزية)